# Guančové

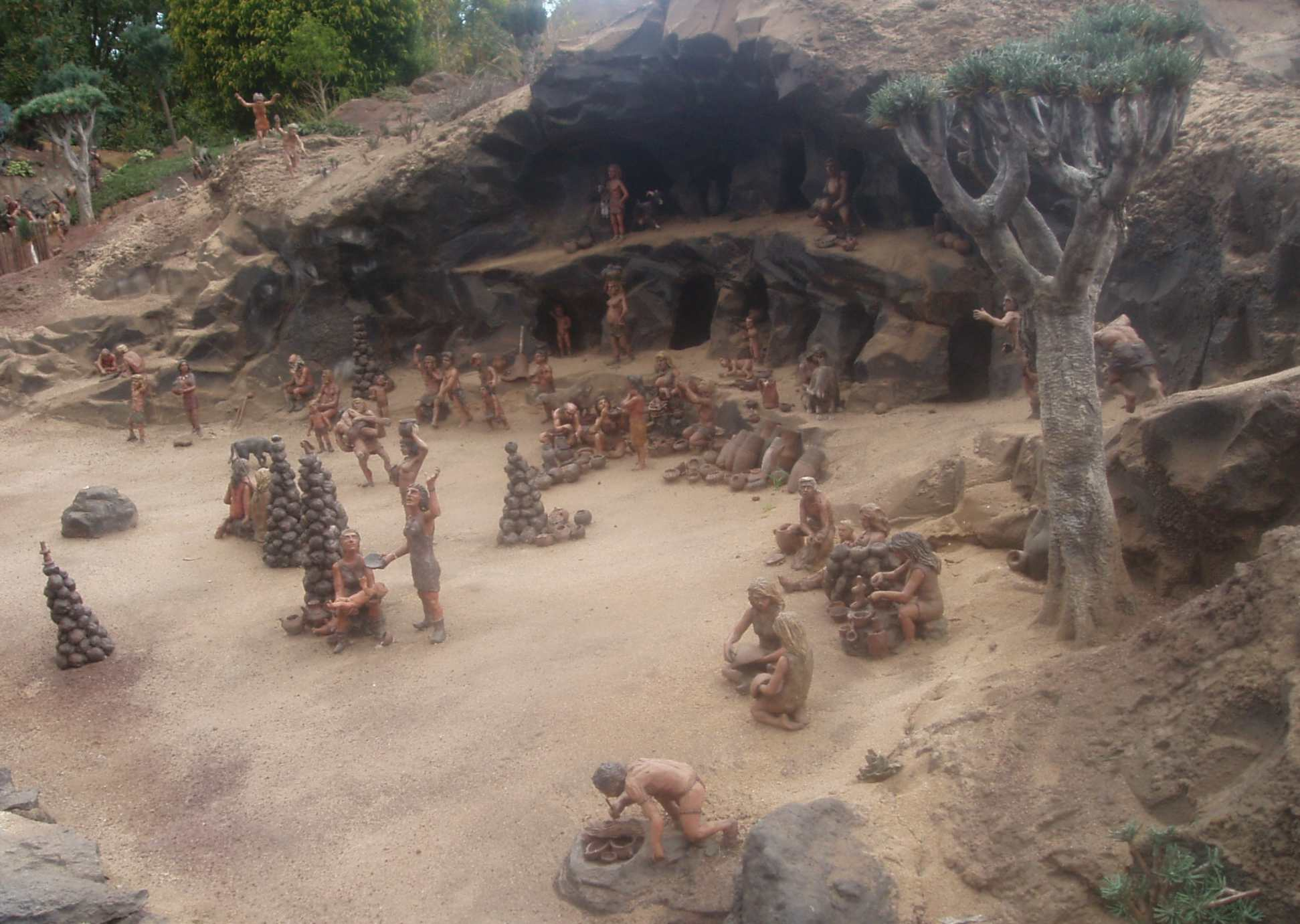
Replika osady Guančů na Tenerife

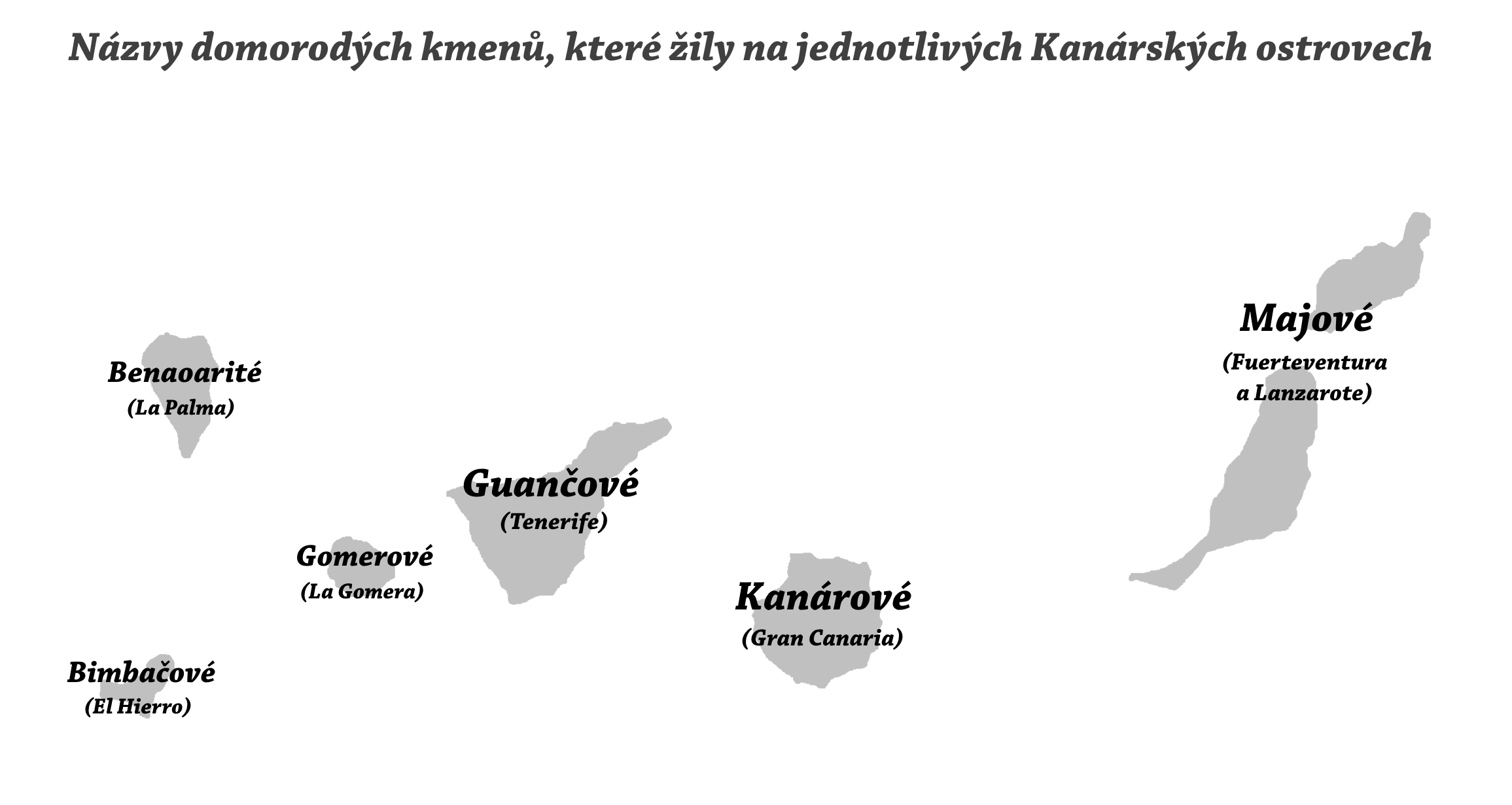
Názvy domorodých kmenů z jednotlivých Kanárských ostrovů. Často používá souhrnný termín Guančové pro všechny původní obyvatele ostrovů, nicméně Guančové původně bylo pouze označení kmene z ostrova Tenerfie.

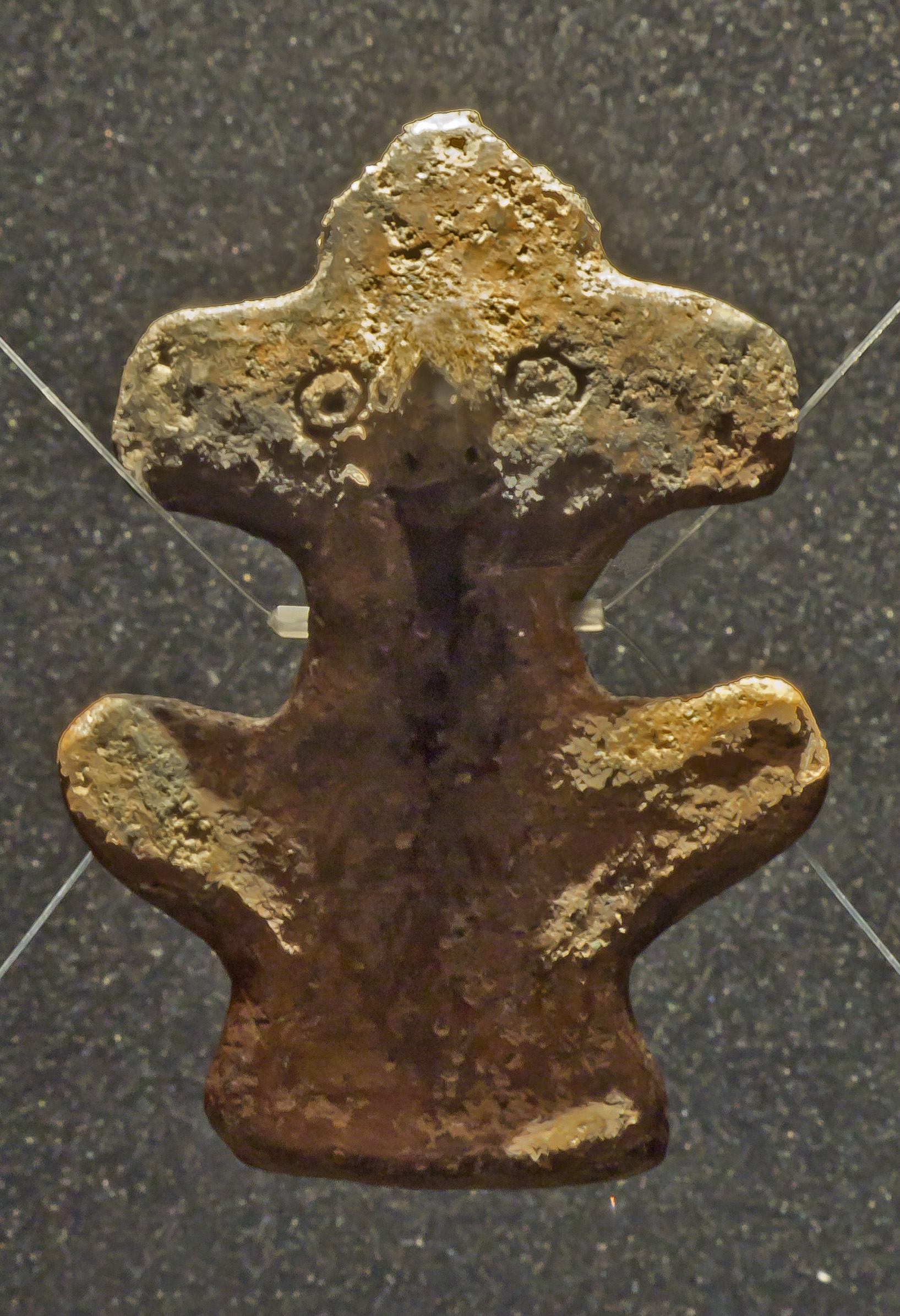
Tzv. Guatimac, soška strážného ducha. Archeologické muzeum v Puerto de la Cruz na ostrově Tenerife.

Guančové je označení pro původní obyvatele Kanárských ostrovů příbuzné severoafrickým Berberům. Guančové jsou pokládáni za zaniklé etnikum, od konce 15. století byli asimilováni španělskými osadníky, a vytvořili tak základ dnešního obyvatelstva Kanárských ostrovů. Jméno Guanč je španělskou zkomoleninou vlastního názvu Guanačinet "Lidé z velkého ostrova", který ale zřejmě používali pouze obyvatelé ostrova Tenerife, zatímco např. obyvatelé ostrova El Hierro byli známi jako Bimbačové a Gomeru obývali Gomerové.

## Původ
Podle kosterních pozůstatků patřili Guančové k europoidní rase, vyznačovali se světlou pokožkou, hnědými nebo narezlými vlasy a někteří z nich měli šedé nebo modré oči. Jejich předkové pocházeli z oblasti Maroka, odkud se někdy v 5. století př. n. l. přeplavili na Kanárské ostrovy. Genetické a lingvistické výzkumy naznačují, že Guančové byli příbuzní Berberů, ale měli některé specifické znaky, jedná se např. o mtDNA haploskupinu U6b1, která se u Berberů nevyskytuje, rovněž ve slovní zásobě guančštiny nacházíme slova, která nemají žádné paralely v berberských jazycích. Tyto rozdíly lze vysvětlit zejména dlouhodobou izolací Guančů, ale možná i vlivem staršího, předberberského obyvatelstva severní Afriky. 
Bylo také zjištěno, že geny Guančů tvoří asi 2/3 genofondu současných obyvatel Kanárských ostrovů a že ženské linie mají větší podíl guančského genofondu než mužské. Během dobývání ostrovů Španěly bylo mnoho guančských mužů zabito, zatímco ženy a děti se smísily se španělskými dobyvateli, což mělo za následek rychlou hispanizaci populace ostrovů.

## Jazyk
Guančština zřejmě tvořila samostatnou větev v rámci afroasijské jazykové rodiny, nejblíže příbuznou berberským jazykům, s nimiž se shodují např. guančské číslovky nebo zájmena. Guančština byla již během 16. století rychle nahrazena španělštinou a do poloviny 17. století zcela zanikla, dochoval se jen v záznamech prvních španělských dobyvatelů, několik slov přežívá v podobě toponym (např. La Gomera) a výpůjček v kanárské španělštině (např. gofio, pokrm z praženého obilí podobný severoafrickému kuskusu).
Vedle mluveného jazyka užívali Guančové i jeho hvízdací variantu, kterou pak pod názvem silbo převzali španělští přistěhovalci, jen s tím rozdílem, že původní guančštinu nahradili španělštinou. Dodnes se používá na ostrově La Gomera pro komunikaci v obtížném terénu. V roce 2009 byl organizací UNESCO vyhlášen mistrovským dílem ústního a nehmotného dědictví lidstva.

## Historie a dobytí Kanárských ostrovů

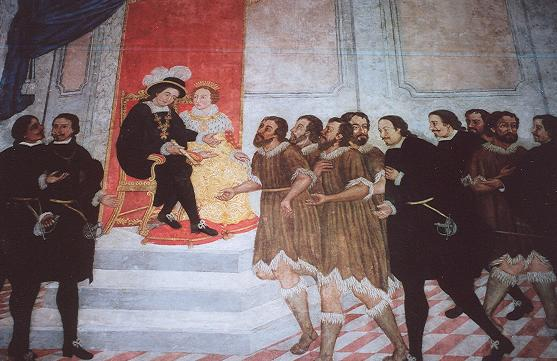
Alonso de Lugo přivádí zajaté guančské náčelníky, aby vzdali hold Fardinandovi II. Aragonskému a Isabele Kastilské

Ačkoli Kanárské ostrovy byly známy již Kartágincům, kteří je pravděpodobně sporadicky navštěvovali, a Římanům, první podrobnější zprávu u Guančích podal až v polovině 12. století arabský kartograf Muhammad al-Idrísí, který čerpal ze zpráv arabských námořníků a popisuje Guanče jako urostlé a pohledné lidi s dlouhými vlasy v barvě lnu. Ve 14. století u kanárských břehů přistáli i janovští a baleárští mořeplavci. Dobývání Kanárských ostrovů zahájili v roce 1402 francouzští rytíři Jean de Béthencourt a Gadifer de la Salle, kteří v kastilských službách obsadili ostrovy Lanzarote, El Hierro a Fuerteventuru, Béthencourt se dokonce prohlásil králem Kanárských ostrovů, avšak uznal kastilského krále za svého lenního pána. Z a jeho vlády byli obyvatelé dobytých ostrovů obráceni na křesťanskou víru. Jeho syn a nástupce Maciot de Béthencourt v roce 1448 ostrovy prodal Portugalcům, což vyvolalo spory s Kastilií, která vyšla v roce 1459 ze střetu vítězně a zahájila dobývání zbývajících ostrovů. Nejprve byla obsazena roku 1483 Gran Canaria, poté La Palma a jako poslední roku 1496 Tenerife, jehož dobývání krutým velitelem Alonsem Fernándezem de Luegou provázely masakry Guančů.

## Společnost a kultura
Způsob života a materiální kultura Guančů v době dobytí ostrovů Španěly odpovídaly neolitu. Živili se především chovem ovcí a koz, chovali také psy. Poměrně velký význam mělo i kopaničářské zemědělství, hlavně pěstování ječmene a luštěnin, zrní zpracovávaly ženy na kamenných ručních mlýncích na krupici, z níž se připravovalo gofio. Bylo známo i umělé zavlažování polí. Na Gomeře a La Palmě měl větší význam sběr oddenků kapradin a různých plodů, jako jsou fíky, plané datle, ale i šípky či plody planiky. Při pobřeží byl rozšířen rybolov, sběr měkkýšů a krabů.
Obyvatelé Tenerife a Gran Canarie obývali hlavně jeskyně vzniklé ve ztuhlých lávových příkrovech, z nichž některé byly uměle vyhloubené a rozšířené. Na Gomeře a El Hierru však stavěli nasucho zděné domy, často zahloubené do země, které měly většinou kruhový půdorys. Některé z nich byly zastřešeny valenou klenbou.
Guančové ovládali některé pokročilé dovednosti, zejména výrobu keramiky, ale také mumifikaci zemřelých zabalených do kozích kůží a trepanaci lebek. Nástroje vyráběli Guančové převážně ze dřeva, kosti a obsidiánu, je však zajímavé, že nepoužívali čluny. Obyvatelé jednotlivých ostrovů proto byli od sebe izolováni a neměli spolu prakticky žádné kontakty.
Rodiny Guančů byly exogamní, ojediněle se zřejmě vyskytovala polyandrie. Postavení žen ve společnosti bylo poměrně vysoké, což dokazují i zprávy o guančském zvykovém právu, které trestalo znásilnění ženy smrtí. Zvykové právo bylo vůbec hodně přísné a uplatňovalo často trest smrti, různé formy zmrzačení nebo vyhnanství.
Jednotlivé oblasti ovládali rodoví náčelníci zvaní menceyové nebo, v případě Gran Canarie, guanartemové. Zatímco Lanzarote a El Hiero měly jen po jednom náčelníkovi, Gran Canaria a Fuerteventura byly rozděleny mezi dva náčelníky, La Gomera mezi čtyři náčelníky, Tenerife bylo rozděleno na devět, a La Palma dokonce na dvanáct náčelnictví. V poutním městě Candelaria na jihovýchodě ostrova Tenerife se nachází bronzový pomník se sochami devíti menceyů ostrova Tenerife.
Vztahy mezi jednotlivými náčelníky nebyly vždy přátelské, často docházelo ke sporům i válečným střetům, ale příchod společných nepřátel v podobě Španělů dokázal znesvářené náčelníky sjednotit. Bojovníci používali oštěpy, kyje a jakési meče vyrobené z tvrdého dřeva dračince, praky a dřevěné štíty, chybí však důkazy o používání luku a šípů.
V době příchodu Španělů žilo na Kanárských ostrovech asi 35 000 Guančů, z toho většina na Tenerife, Gran Canarii a La Palmě, Gomera a El Hieru měly každý po tisíci obyvatelích, Lanzarote a Fuerteventuru obývalo jen pár stovek lidí.

## Předkřesťanské náboženství
Původní náboženství Guančů bylo polyteistické, hlavním bohem byl Ačamán, vládce nebes a stvořitel, jeho ženou byla Čachirachi (Chaxiraxi), mateřská bohyně spojovaná i se Sluncem, Guayota byl bůh smrti a sopek. Existovali většci a kněží, zvaní na Tenerife guañameñe a na Gran Canarii faykán, kněžími mohli být muži nebo ženy.
Hlavní slavností byl svátek letního slunovratu, kdy obětovali bohům mléko, ale také kůzlata a výjimečně snad i děti. Dalším velkým svátkem byly benesmen neboli dožínky na počátku srpna, které snad měly i funkci oslavy nového roku.
Guančům byla Thorem Heyerdahlem a jeho stoupenci připisována stavba stupňovitých pyramid v Güímaru, ale výsledky několika archeologických výzkumů, provedených mezi lety 1991 a 1998, tyto domněnky vyvrátily – bylo zjištěno, že pyramidy byly postaveny nejdříve v průběhu 19. století. Pravděpodobně byly využívány k zemědělským účelům. Podle hypotézy Antonia Aparicia Juana a Césara Estebana Lópeze mohl být za jejich astronomickou orientaci zodpovědný tehdejší majitel pozemků, na nichž pyramidy stojí, o němž je známo, že se hlásil ke svobodným zednářům.